# Alessandro di Ege
Alessandro di Ege (in greco antico: Ἀλέξανδρος?, Aléxandros; fl. I secolo) è stato un filosofo greco antico vissuto nel I secolo d.C.
Filosofo peripatetico, fu assieme allo stoico Cheromone maestro di Nerone descritto in seguito sprezzantemente come «sangue misto a fango»  Probabilmente fu autore, secondo Simplicio, di opere di commenti alle Categorie e al De caelo di Aristotele riguardo alla eternità della durata del movimento e della sua eventuale diminuzione del primo cielo.
Alessandro condivide poi la dottrina di Boeto e anticipa la concezione di Alessandro di Afrodisia nel ritenere che le cose abbiano una loro esistenza individuale mentre gli universali non sono altro che nomi, espressioni dei modi di pensare degli uomini.